# Aleja Jana Pawła II w Częstochowie
Aleja Jana Pawła II – jedna z głównych ulic w Częstochowie, o długości około 3 km. W całości jest drogą dwujezdniową. W większości posiada status drogi krajowej nr 46 (z wyjątkiem odcinka między ul. Szajnowicza-Iwanowa a Rynkiem Wieluńskim).

## Przebieg
Aleja ma przebieg równoleżnikowy. Numeracja posesji rozpoczyna się od strony wschodniej. Pod względem administracyjnym początkowa część alei, do wiaduktu pod linią kolejową, należy do Starego Miasta. Następnie aleja stanowi granicę pomiędzy Śródmieściem a Tysiącleciem. Końcowa część ulicy, od skrzyżowania z ulicą Szajnowicza-Iwanowa, znajduje się w granicach Częstochówki-Parkitki.

## Historia
Aleja powstawać zaczęła w czasie II wojny światowej, kiedy Niemcy wyburzyli wschodnią pierzeję Rynku Wieluńskiego i utworzyli przejazd do obecnej ulicy Popiełuszki. Po wojnie kontynuowano budowę alei. Na odcinku od Rynku Wieluńskiego do ulicy Dąbrowskiego nosiła ona imię Armii Czerwonej, na odcinku do alei ZWZ (obecnie AK) imię Konstantego Rokossowskiego. Fragment na wschód od obecnej alei Armii Krajowej zbudowano w latach 70. XX wieku, nazywając całą ulicę imieniem Włodzimierza Lenina. W roku 1990 zmieniono nazwę alei nadając jej imię Jana Pawła II.
W latach 2013–2014 w miejscu jednopoziomowego skrzyżowania z aleją Wojska Polskiego wybudowano dwupoziomowy węzeł drogowy.